# Karl von und zu Gilsa (General, 1854)
Karl Werner Freiherr von und zu Gilsa (* 3. Februar 1854 in Magdeburg; † 27. Mai 1913 in Berlin) war ein preußischer Generalmajor und Kommandeur der 4. Infanterie-Brigade.

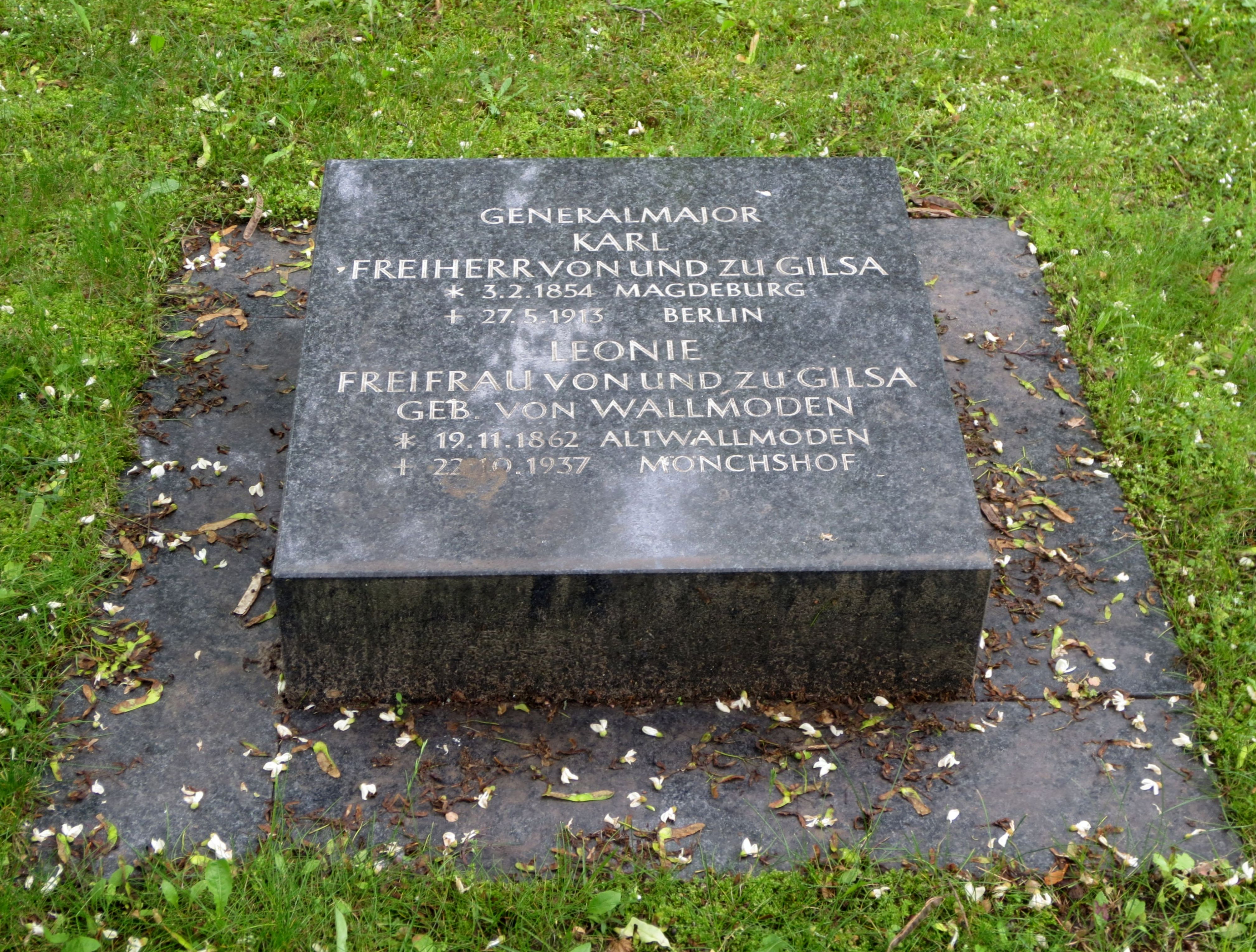
Restitutionsstein auf dem Berliner Invalidenfriedhof

## Leben

### Herkunft
Karl war ein Sohn des preußischen Majors Werner Freiherr von und zu Gilsa (1822–1866) und dessen Ehefrau Wanda, geborene von Fischer-Treuenfeld (1827–1888), eine Tochter des Generalleutnants Christian von Fischer. Sein Vater starb als Bataillonskommandeur im 1. Magdeburgischen Infanterie-Regiment Nr. 26 an seinen am 3. Juli 1866 bei Königgrätz erhaltenen Wunden.

### Militärkarriere
Nach dem Besuch der Kadettenhäuser in Potsdam und Berlin wurde Gilsa am 28. April 1872 als charakterisierter Portepeefähnrich dem Garde-Füsilier-Regiment der Preußischen Armee überwiesen. Bis Mitte Februar 1873 avancierte er zum Sekondeleutnant und war von Oktober 1877 bis September 1880 an die Unteroffiziersschule nach Biebrich kommandiert. Anschließend war er vom 1. April 1881 bis zum 30. September 1884 als Bataillonsadjutant und untersuchungsführender Offizier eingesetzt. Am 13. Februar 1883 wurde Gilsa ohne Patent Premierleutnant Das Patent zu seinem Dienstgrad erhielt er am 29. August 1883. Ende Januar 1889 stieg er ohne Patent zum Hauptmann und Kompaniechef in seinem Regiment auf und erhielt ein Patent zu seinem Dienstgrad am 22. März 1889. Er war seit dem 26. Juli 1897 Ehrenritter des Johanniter-Ordens. Im gleichen Jahr wurde er am 28. August als Major seinem Regiment aggregiert und am 17. Dezember 1898 mit der Ernennung zum Kommandeur des I. Bataillons in das Füsilier-Regiment „General-Feldmarschall Prinz Albrecht von Preußen“ (Hannoversches) Nr. 73 versetzt. Er wurde am 10. März 1904 Oberstleutnant und rückte Ende April 1904 in den Regimentsstab auf. Daran schloss sich ab dem 14. Juni 1906 eine Verwendung als Oberst und Kommandeur des 4. Niederschlesischen Infanterie-Regiment Nr. 51 in Breslau an. Am 16. Januar 1910 wurde er mit dem Kronen-Orden II. Klasse ausgezeichnet und am 20. April 1910 mit der Führung der 4. Infanterie-Brigade beauftragt. Unter Beförderung zum Generalmajor erhielt Gilsa am 18. Mai 1910 das Kommando über diesen Großverband. Anlässlich des Ordensfestes zeichnete man ihn im Januar 1912 mit dem Roten Adlerorden II. Klasse mit Eichenlaub aus und stellte ihn am 20. Februar 1912 mit Pension zur Disposition.
Er starb am 27. Mai 1913 in Berlin und wurde auf dem Invalidenfriedhof beigesetzt.

### Familie
Gilsa heiratete am 6. Januar 1885 in Alt Wallmoden Leonie von Wallmoden (1862–1937). Aus der Ehe gingen die beiden Töchter Wanda (* 1886) und Dorothea (* 1887) sowie der spätere deutsche General der Infanterie Werner von Gilsa (1889–1945) hervor.